# Machimus gonatistes
Machimus gonatistes là một loài ruồi trong họ Asilidae. Machimus gonatistes được Zeller miêu tả năm 1840. Loài này phân bố ở vùng Cổ Bắc giới.